# Eurídice (filha de Antípatro)
Eurídice foi uma  das filhas de Antípatro, terceira esposa de Ptolemeu I Sóter e mãe de Ptolemeu Cerauno, Meleagro, Argeu, Lisandra e Ptolemaida.

## Casamento com Ptolemeu
Ptolemeu I Sóter casou-se com Eurídice, filha de Antípatro; quando Eurídice foi para o Egito, levou consigo Berenice I, que se tornou sua concubina. O casamento de Ptolemeu e Eurídice, em 321 a.C, teve por objetivo selar uma aliança entre o sátrapa do Egito com o Regente da Macedônia. Eurídice e Berenice I eram primas. Poucos anos depois do casamento, com a morte de Antípatro, Ptolomeu se casou com Berenice I que acabou por se tornar a esposa principal e sua futura rainha.
Ptolomeu I Sóter acabou por preferir os filhos de Berenice I para a sucessão do trono ptolomaico, e Eurídice se refugiou na corte de Lisímaco, aonde sua filha Lisandra vivia. Não se sabe o paradeiro de Eurídice após esse episódio, mas acredita-se que ela tenha ou falecido na corte de Lisímaco ou fugido com a filha Lisandra para a corte de Seleuco I Nicátor, na Babilônia, após o assassinato de seu enteado Agátocles.

## Descendência
Os filhos de Ptolemeu I Sóter e Eurídice foram:
- Ptolemeu Cerauno,[2] que foi rei da Macedônia sucedendo a Lisímaco.[2]

Outros possíveis filhos foram:
- Meleagro, que sucedeu Ptolemeu Cerauno como rei da Macedônia por um curto período após a trágica morte do irmão.[2][Nota 1]
- Argeu; não se sabe o seu destino.
- Lisandra se casou primeiro com o rei Alexandre V da Macedónia, filho de Cassandro,[3] e depois com o príncipe herdeiro da Trácia, Agátocles, filho de Lisímaco [4][Nota 2] e enteado de sua meia-irmã mais nova, Arsínoe II. Lisandra teve vários filhos, mas quando Agátocles foi assassinado em uma conspiração por ordem do próprio pai, Lisandra fugiu com os filhos para a Babilônia, pedindo asilo a Seleuco I Nicátor.
- Ptolemaida se casou com Demétrio Poliórcetes, com quem foi mãe de Demétrio, o Belo, que seria o primeiro marido de Berenice II. Após a morte do marido, Ptolomaida voltou para o Egito.